# Mohamed Rochdi Chraïbi
Pour les articles homonymes, voir Chraïbi.

Mohamed Rochdi Chraïbi, né le 1er janvier 1963  à Ouarzazate, est une personnalité politique marocaine. Il est le directeur du cabinet du roi Mohammed VI depuis le 17 février 2000.

## Biographie
Né le 1er janvier 1963 à Ouarzazate, Mohamed Rochdi Chraïbi est un ancien camarade de classe du roi Mohammed VI, avec lequel il a effectué ses études secondaires au Collège royal.
En octobre 1998, alors que Mohammed VI est encore prince héritier, il devient le chef de son secrétariat particulier, puis en février 2000, moins d'un an après son intronisation, le directeur de son cabinet.
En mars 2010, il est élu président de la Fondation du Grand Ouarzazate pour le développement durable, parallèlement créée, et en novembre 2013, est réélu à ce poste.